# Estação Pont de Neuilly
Pont de Neuilly é uma estação da linha 1 do Metrô de Paris, localizada na comuna de Neuilly-sur-Seine.

## Localização
A estação está situada na avenue Charles de Gaulle em seu cruzamento com a avenue de Madrid.

## História
Ela foi o terminal oeste da linha de 1937 a 1992, ano de extensão para La Défense. Ela aparece nos mapas do metrô sob o nome de Pont de Neuilly, Avenue de Madrid no período de 1940 a 1950.
Como parte da automatização da linha 1, as plataformas foram elevadas para acomodar portas de plataforma, instaladas na estação entre meados de junho e meados de julho de 2009, tornando a estação a segunda equipada com essas portas após a estação Bérault.
Em 2012, 6 752 497 passageiros passaram nesta estação. Ela viu entrar 6 902 931 passageiros em 2013, o que o coloca na 43ª posição das estações de metrô por sua frequência.

## Serviços aos passageiros

### Acessos

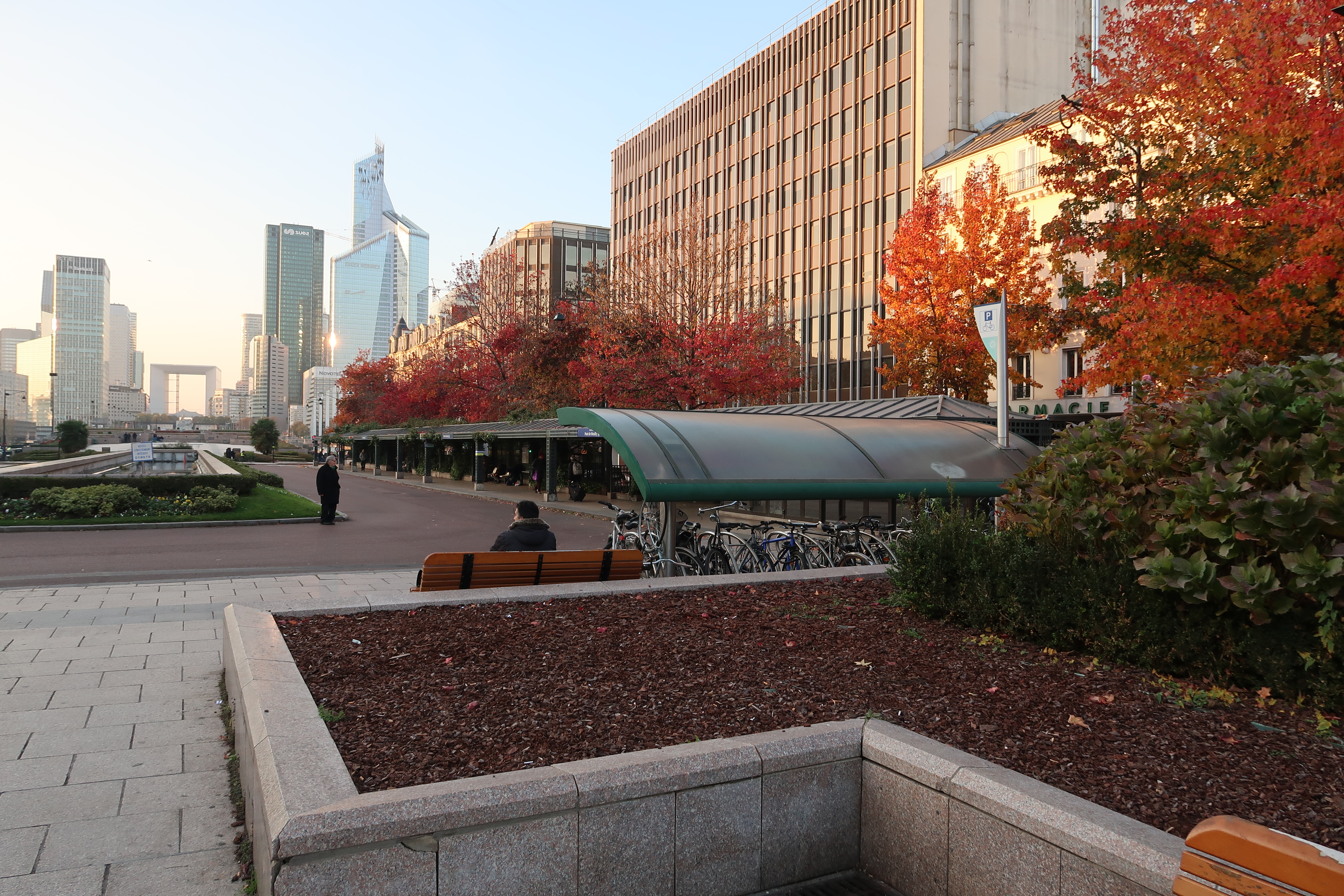
Saia da estação com vista para o terminal de ônibus

- Acesso 1: 185, avenue Charles-de-Gaulle
- Acesso 2: 205, avenue Charles de Gaulle
- Acesso 3: 209, avenue Charles de Gaulle

### Plataformas
Pont de Neuilly é uma estação de configuração padrão: ela tem duas plataformas laterais separadas pelas vias do metrô e a abóbada é elíptica. A decoração é no estilo "Ouï-dire" verde: a faixa de iluminação, da mesma cor, é suportada por consoles curvos em forma de foice. A iluminação direta é branca assim como, ao contrário da maioria das rampas luminosas deste estilo, a iluminação indireta. As telhas em cerâmica brancas são planas e recobrem os pés-direitos, a abóbada, os tímpanos e as saídas dos corredores. Os quadros publicitários são verdes e cilíndricos e o nome da estação é escrito na fonte tipográfica Parisine em placas esmaltadas. As plataformas são revestidas em cinza antracite e equipadas com assentos "coque" típicas do estilo "Motte" verde, bem como de portas de plataforma.

### Intermodalidade
A estação é servida pelas linhas de ônibus 43, 73, 93, 157, 158, 174 e 176 da rede de ônibus RATP e, à noite, pelas linhas N11, N24 e N153 da rede de ônibus Noctilien.
Algumas dessas linhas têm seu terminal na estação de ônibus localizada acima da estação; este espaço é estendido para o noroeste por uma esplanada a partir da qual é visível o bairro de La Défense.